# International 200 1963
International 200 1963 var ett stockcarlopp ingående i Nascar Grand National Series (nuvarande Nascar Cup Series) som kördes 16 augusti 1963 på den 0,25 mile (402 m) långa ovalbanan Bowman Gray Stadium i Winston-Salem i North Carolina. Totalt avverkades 50 miles (80,467 km) fördelat på 200 varv. Banunderlaget var asfalt. Loppet vanns av Junior Johnson i en Chevrolet på tiden 1:04.46 körande för Fox Racing. Johnsons snitthastighet uppgick till 46,32 mph. Johnson som startade från Pole position ledde samtliga 200 varv från start till mål med ett varvs marginal före tvåan Richard Petty. Prispotten uppgick till 3 985 dollar, varav 580 dollar gick till segraren.
Loppet var öppet för både amerikanska och utländska bilar. I startfältet fanns utöver amerikanska bilmärken dock endast en MG.

## Resultat
| Plc     | Nr  | Förare         | Team/ bilägare       | Konstruktör | Start | Varv | Ledda varv |
| ------- | --- | -------------- | -------------------- | ----------- | ----- | ---- | ---------- |
| 1       | 3   | Junior Johnson | Fox Racing           | Chevrolet   | 1     | 200  | 200        |
| 2       | 43  | Richard Petty  | Petty Enterprises    | Plymouth    | 3     | 199  | 0          |
| 3       | 21  | Glen Wood      | Wood Brothers Racing | Ford        | 2     | 198  | 0          |
| 4       | 6   | David Pearson  | Owens Racing         | Dodge       | 6     | 196  | 0          |
| 5       | 11  | Ned Jarrett    | Burton-Robinson      | Ford        | 4     | 196  | 0          |
| 6       | 03  | G.C. Spencer   | GC Spencer Racing    | Chevrolet   | 10    | 194  | 0          |
| 7       | 62  | Curtis Crider  | Curtis Crider        | Mercury     | 11    | 193  | 0          |
| 8       | 36  | Larry Thomas   | Wade Younts          | Dodge       | 9     | 193  | 0          |
| 9       | 361 | Joe Weatherly  | Wade Younts          | Dodge       | 5     | 191  | 0          |
| 10      | 87  | Buck Baker     | Buck Baker Racing    | Pontiac     | 7     | 188  | 0          |
| 11      | 34  | Wendell Scott  | Scott Racing         | Chevrolet   | 17    | 188  | 0          |
| 12      | 76  | J.D. McDuffie  | McDuffie Racing      | Ford        | 13    | 181  | 0          |
| 13      | 86  | Neil Castles   | Buck Baker Racing    | Chrysler    | 16    | 79   | 0          |
| 14      | 57  | Bobby Keck     | Pete Stewart         | Ford        | 14    | 64   | 0          |
| 15      | 18  | Stick Elliott  | Toy Bolton           | Pontiac     | 8     | 46   | 0          |
| 16      | 2   | Fred Harb      | Cliff Stewart Racing | Pontiac     | 12    | 29   | 0          |
| 17      | 32  | Smokey Cook    | i.u.                 | MG          | 18    | 12   | 0          |
| 18      | 9   | Roy Tyner      | Roy Tyner            | Chevrolet   | 15    | 7    | 0          |
| 19      | 17X | Bill Whitley   | i.u.                 | Chevrolet   | 19    | 1    | 0          |
| Källor: |     |                |                      |             |       |      |            |